# Temporada 1998-99 de los Detroit Pistons
La temporada 1998-99 fue la quincuagésimo primera de los Pistons en la NBA, y la cuadragésimo segunda en su localización de Detroit, Míchigan. La temporada regular acabaron con 29 victorias y 21 derrotas, ocupando la quinta posición de la Conferencia Este, clasificándose para los playoffs, en los que cayeron en primera ronda ante los Atlanta Hawks. Debido a un cierre patronal, la temporada regular comenzó el 5 de febrero de 1999 y se redujo de 82 partidos a 50.

## Elecciones en elDraft
| Ronda | Puesto | Jugador        | Posición | Nacionalidad   | Universidad |
| ----- | ------ | -------------- | -------- | -------------- | ----------- |
| 1     | 11     | Bonzi Wells    | SG       | Estados Unidos | Ball State  |
| 2     | 40     | Korleone Young | SF       | Estados Unidos |             |

## Temporada regular
| División Central    | División Central | División Central | División Central | División Central | División Central | División Central | División Central | División Central |
| Equipo              | G                | P                | %                | PD               | Casa             | Fuera            | Div              |                  |
| ------------------- | ---------------- | ---------------- | ---------------- | ---------------- | ---------------- | ---------------- | ---------------- | ---------------- |
| y-Indiana Pacers    | 33               | 17               | .660             | -                | 18–7             | 15–10            | 15-7             |                  |
| x-Atlanta Hawks     | 31               | 19               | .620             | 2                | 16-9             | 15–10            | 15–8             |                  |
| x-Detroit Pistons   | 29               | 21               | .580             | 4                | 17–8             | 11–14            | 13–11            |                  |
| x-Milwaukee Bucks   | 28               | 22               | .560             | 5                | 17–8             | 11–14            | 13–11            |                  |
| Charlotte Hornets   | 26               | 24               | .520             | 7                | 16–9             | 10–15            | 12–10            |                  |
| Toronto Raptors     | 23               | 27               | .460             | 10               | 14–11            | 9–16             | 9–14             |                  |
| Cleveland Cavaliers | 22               | 28               | .440             | 11               | 15–10            | 7–18             | 9–13             |                  |
| Chicago Bulls       | 13               | 37               | .260             | 20               | 8–17             | 5–20             | 4–19             |                  |

## Playoffs

### Primera ronda
Atlanta Hawks  vs. Detroit Pistons
| Fecha      | Partido                               | Ciudad  |
| ---------- | ------------------------------------- | ------- |
| 8 de mayo  | Atlanta Hawks 90, Detroit Pistons 70  | Atlanta |
| 10 de mayo | Atlanta Hawks 89, Detroit Pistons 69  | Atlanta |
| 12 de mayo | Detroit Pistons 79, Atlanta Hawks 63  | Detroit |
| 14 de mayo | Detroit Pistons 103, Atlanta Hawks 82 | Detroit |
| 16 de mayo | Atlanta Hawks 87, Detroit Pistons 75  | Atlanta |
|            | Atlanta Hawks gana las series 3-2     |         |

## Estadísticas

### Temporada regular
| Jugador            | PJ | PT | MPP  | %TC   | %3P  | %TL   | RPP | APP | ROB | TPP | PPP  |
| ------------------ | -- | -- | ---- | ----- | ---- | ----- | --- | --- | --- | --- | ---- |
| Grant Hill         | 50 | 50 | 37.0 | .479  | .000 | .752  | 7.1 | 6.0 | 1.6 | 0.5 | 21.1 |
| Jerry Stackhouse   | 42 | 9  | 28.3 | .371  | .278 | .850  | 2.5 | 2.8 | 0.8 | 0.5 | 14.5 |
| Lindsey Hunter     | 49 | 49 | 35.8 | .435  | .386 | .753  | 3.4 | 3.9 | 1.8 | 0.2 | 11.9 |
| Joe Dumars         | 38 | 38 | 29.4 | .411  | .403 | .836  | 1.8 | 3.5 | 0.6 | 0.1 | 11.3 |
| Bison Dele         | 49 | 48 | 24.0 | .501  | .000 | .686  | 5.6 | 1.4 | 0.8 | 0.8 | 10.5 |
| Christian Laettner | 16 | 0  | 21.1 | .358  | .333 | .772  | 3.4 | 1.5 | 0.9 | 0.8 | 7.6  |
| Jerome Williams    | 50 | 10 | 23.1 | .500  |      | .673  | 7.0 | 0.5 | 1.3 | 0.1 | 7.1  |
| Jud Buechler       | 50 | 0  | 21.1 | .417  | .412 | .722  | 2.7 | 1.1 | 0.7 | 0.3 | 5.5  |
| Don Reid           | 47 | 30 | 19.9 | .557  |      | .608  | 3.6 | 0.7 | 0.6 | 0.9 | 5.1  |
| Korleone Young     | 3  | 0  | 5.0  | .500  | .250 | 1.000 | 1.3 | 0.3 | 0.0 | 0.0 | 4.3  |
| Loy Vaught         | 37 | 10 | 13.0 | .381  | .000 | .643  | 3.9 | 0.3 | 0.4 | 0.2 | 3.4  |
| Charles O'Bannon   | 18 | 1  | 9.2  | .429  | .000 | 1.000 | 1.9 | 0.7 | 0.1 | 0.2 | 3.1  |
| Khalid Reeves      | 11 | 0  | 10.2 | .381  | .333 | .571  | 0.6 | 1.0 | 0.4 | 0.0 | 2.3  |
| Eric Montross      | 46 | 2  | 12.5 | .525  | .000 | .344  | 3.0 | 0.3 | 0.3 | 0.6 | 2.1  |
| Mikki Moore        | 2  | 0  | 3.0  | 1.000 |      | 1.000 | 0.5 | 0.0 | 0.0 | 0.0 | 2.0  |
| Mark Macon         | 7  | 3  | 9.9  | .200  | .333 |       | 0.7 | 0.6 | 0.7 | 0.1 | 1.3  |
| Corey Beck         | 8  | 0  | 3.8  | .500  |      | 1.000 | 0.6 | 0.0 | 0.3 | 0.0 | 1.3  |
| Steve Henson       | 4  | 0  | 6.3  | .500  |      | 1.000 | 0.0 | 0.8 | 0.3 | 0.0 | 1.0  |

### Playoffs
| Jugador            | PJ | PT | MPP  | %TC  | %3P  | %TL   | RPP | APP | ROB | TPP | PPP  |
| ------------------ | -- | -- | ---- | ---- | ---- | ----- | --- | --- | --- | --- | ---- |
| Grant Hill         | 5  | 5  | 35.2 | .457 | .000 | .813  | 7.2 | 7.4 | 2.0 | 0.4 | 19.4 |
| Bison Dele         | 5  | 5  | 24.4 | .600 |      | .556  | 6.4 | 0.2 | 0.6 | 0.4 | 10.6 |
| Joe Dumars         | 5  | 5  | 30.6 | .487 | .526 | 1.000 | 1.4 | 2.6 | 0.4 | 0.0 | 10.2 |
| Christian Laettner | 5  | 0  | 24.6 | .426 |      | .786  | 2.8 | 2.2 | 0.8 | 0.2 | 10.2 |
| Jerry Stackhouse   | 5  | 0  | 24.8 | .391 | .250 | .857  | 1.6 | 1.2 | 0.4 | 0.2 | 10.0 |
| Lindsey Hunter     | 5  | 5  | 36.0 | .264 | .273 | 1.000 | 3.0 | 2.4 | 1.4 | 0.0 | 7.2  |
| Jerome Williams    | 5  | 5  | 24.6 | .444 |      | .778  | 6.4 | 0.8 | 0.8 | 0.0 | 6.2  |
| Loy Vaught         | 2  | 0  | 7.5  | .500 |      |       | 0.5 | 0.0 | 0.5 | 0.0 | 2.0  |
| Jud Buechler       | 5  | 0  | 16.8 | .200 | .250 |       | 2.6 | 0.6 | 0.6 | 0.2 | 1.6  |
| Eric Montross      | 5  | 0  | 14.0 | .500 |      | .500  | 2.6 | 0.0 | 0.0 | 0.4 | 1.4  |
| Don Reid           | 4  | 0  | 5.3  | .667 |      |       | 1.0 | 0.3 | 0.0 | 0.0 | 1.0  |
| Charles O'Bannon   | 4  | 0  | 2.3  | .667 |      |       | 0.3 | 0.3 | 0.0 | 0.0 | 1.0  |

## Galardones y récords
| Jugador    | Galardón                     |
| Grant Hill | 2.º Mejor quinteto de la NBA |